# アルトゥーロ・ペレス＝レベルテ
アルトゥーロ・ペレス＝レベルテ・グティエレス（スペイン語: Arturo Pérez-Reverte Gutiérrez, 1951年11月25日 - ）は、スペインの小説家、ジャーナリストである。2003年よりスペイン王立アカデミー（Real Academia Española）会員。

## 経歴
カルタヘナ生まれ。1973年よりプエブロ紙でジャーナリストとしての活動を開始し、後にスペイン国営テレビ（Televisión Española, TVE）に移籍。1994年に小説家に転身するまで一貫して戦場特派員として取材を続ける。また1986年にナポレオン戦争を題材にした処女小説「El húsar」を発表。1990年の「La tabla de Flandes（『フランドルの呪画』）」、1993年の「El club Dumas o La sombra de Richelieu（『呪のデュマ倶楽部』）」などヒット作を連発。『フランドルの呪画』は1993年、フランス推理小説大賞の外国人作家部門を受賞した。1994年にTVEの内紛からTVEを辞め、小説の執筆に専念する。
1996年にジュブナイル小説として発表した（当初は娘のカルロタに読ませる為に書き起こされた）「El capitán Alatriste（『アラトリステ』）」がジュヴナイル小説の枠を大きく越えてスペイン国内で大ヒットし、「Las aventuras del capitán Alatriste （アラトリステ隊長の冒険）」としてシリーズ化される。「アラトリステ」シリーズは2作目「Limpieza de sangre（『異教の血』）」、3作目「El sol de Breda （『ブレダの太陽』）」と巻を重ねるごとにジュヴナイル小説色が薄まり、重厚な歴史小説として巻を重ねている。
作品は「ナインスゲート」（『呪のデュマ倶楽部』）、「アラトリステ」など数多く映画化されている。

## 作品

### 小説
- El húsar (1986年)
- El maestro de esgrima (1988年)（『フェンシング・マエストロ』、訳：高城高、2022年11月、論創社）
- La tabla de Flandes (1990年)（『フランドルの呪画』、フランス語訳版からの翻訳、訳：佐宗鈴夫、1995年10月、集英社）
- El club Dumas o La sombra de Richelieu (1993年)（『呪のデュマ倶楽部』、英訳版からの翻訳、訳：大熊榮、1996年11月、集英社）
- La sombra del águila (1993年)
- Territorio comanche (1994年)
- Un asunto de honor (Cachito) (1995年)
- La piel del tambor (1995年)（『サンタ・クルスの真珠』）
- La carta esférica (2000年)
- La Reina del Sur (2002年)（『ジブラルタルの女王』）
- Cabo Trafalgar (2004年)
- El pintor de batallas (2006年)（『戦場の画家』）
- Un día de cólera (2007年)
- Ojos azules (2009年)

アラトリステ
- El capitán Alatriste (1996年)（『アラトリステ』）
- Limpieza de sangre (1997年)（『異教の血』）
- El sol de Breda (1998年)（『ブレダの太陽』）
- El oro del rey (2000年)（『帝国の黄金』）
- El caballero del jubón amarillo (2003年)（『黄衣の貴人』）
- Corsarios de Levante (2006年)

### その他
- Obra breve (1995年)
- Patente de corso (1998年)
- Con ánimo de ofender (2001年)
- No me cogeréis vivo (2005年)